# Florida's Turnpike
La autopista Florida's Turnpike es una carretera con peaje, de 497 kilómetros de longitud en la península de Florida que pasa por 11 condados. Va desde la interestatal 75 en Wildwood hasta muy cerca de Miami. Pasa por Orlando, donde cruza la interestatal 4; también por West Palm Beach y Fort Lauderdale, donde corre paralela a la interestatal 95, muy cerca de ella. Tiene una extensión adicional que va desde el norte de Miami hasta los suburbios del oeste.
Los primeros 177 kilómetros desde Golden Glades a Fort Pierce están funcionando desde 1957 (#Jerbs). La segunda sección desde Fort Pierce a Wildwood, se terminó en 1964 (#Jerbs). Los 76 kilómetros de la extensión del sur de Miami se completaron en 1974 (#Jerbs).